# Национальная партия Австралии
Национальная партия Австралии (англ. National Party of Australia, Nationals) — австралийская политическая партия.
Первоначально носила название «Австралийская аграрная партия» (Australian Country Party), с 1975 — «Национальная аграрная партия» (National Country Party), а с 1982 носит современное название.
Небольшая партия, с 1940-х годов традиционно блокирующаяся с Либеральной партией как на федеральном уровне, так и в большинстве штатов. В коалиционных правительствах лидер Национальной партии обычно занимает пост заместителя премьер-министра.
На выборах 2004 коалиция получила большинство не только в Палате представителей, но и в Сенате. На уровне штатов обе эти партии находятся в оппозиции во всех штатах и территориях страны.
Создана в 1920 объединением нескольких фермерских партий отдельных сельскохозяйственных штатов, недовольных экономической политикой тогдашнего правительства Билли Хьюза. Добившись признания среди избирателей, смогла лишить правящую Националистическую партию большинства в парламенте и вынудила Хьюза уйти в отставку. Наибольшим влиянием пользовалась в 1950—1960-е годы, участвуя в правящей коалиции с Либеральной партией. С уменьшением сельского населения её влияние постепенно уменьшается.

## Лидеры Национальной партии
- Уильям Джеймс Макуильямс 1920-21
- Эрл Пейдж 1921-39 (премьер-министр в 1939)
- Арчи Камерон 1939-40
- Артур Фадден 1940-58 (премьер-министр в 1941)
- Джон Макьюэн 1958-71 (премьер-министр в 1967-68)
- Дуг Энтони 1971-84
- Иэн Синклер 1984-89
- Чарлз Блант 1989-90
- Тим Фишер 1990-99
- Джон Андерсон 1999-2005
- Марк Вейл 2005-07
- Уоррен Трасс 2007-16
- Барнаби Джойс 2016-18
- Майкл Маккормак 2018-2021
- Барнаби Джойс 2021-2022
- Дэвид Литтлпрауд 2022-